# Fokker D.I
Fokker D.I – niemiecki samolot myśliwski z okresu I wojny światowej, zaprojektowany w 1916 roku w wytwórni Fokker Aeroplanbau, konstrukcji Martina Kreutzera.

## Historia powstania i konstrukcja
Fokker D.I został zaprojektowany, ponieważ używane wcześniej jednopłatowce Fokker E.I - E.IV stawały się technologicznie przestarzałe. Jego prototyp był oznaczony Fokker M18z (zweistilig, czyli „dwukomorowy”, o dwóch komorach płatów). Mimo oznaczenia D.I, samolot ten został ukończony później niż pokrewna konstrukcja, Fokker D.II (oznaczenie fabryczne M17).
Konstrukcja była podobna do jednopłatowców serii E. Kadłub miał postać stalowej kratownicy, usztywnionej cięgnami z drutu, obciągniętej płótnem, o pionowych bokach, klinowato schodzącej się w stronę ogona w płaszczyźnie poziomej. Zupełnie odmienny był przód, ze względu na inny silnik, rzędowy, w miejsce rotacyjnego. Silnik był osłonięty metalowymi panelami, tworzącymi aerodynamiczną owiewkę; szczyty cylindrów były odsłonięte. Chłodnice o konstrukcji plastra miodu umieszczone były po obu stronach kadłuba, na wysokości krawędzi natarcia skrzydeł.
Usterzenie płytowe bez nieruchomych powierzchni stabilizujących było podobne, choć nie identyczne, do jednopłatowców serii E. Skrzydła proste, o jednakowej rozpiętości; górny płat na niskiej piramidce przyspawanej bezpośrednio do kratownicy kadłuba, tuż nad nim. Dzięki niskiemu umiejscowieniu płata i obszernemu wycięciu w krawędzi spływu, pilot miał bardzo dobre pole widzenia do góry i do przodu. Podobnie jak w D.II i jednopłatowcach, skrzydła nie miały lotek, lecz sterowanie odbywało się przez zwichrzenie płata; cięgna przeprowadzone były przez odpowiednie wycięcia w słupkach między płatami. Podwozie klasyczne – stałe, amortyzowane sznurem gumowym, z płozą ogonową.
Samolot napędzał rzędowy, 6-cylindrowy silnik Mercedes D.II o mocy 120 KM, co było zdecydowanie za mało dla myśliwca; dla poprawienia osiągów, Fokker zabudował silnik D.III o mocy 160 KM, tworząc wersję Fokker D.IV. D.I miał maksymalny pułap 4000 m, na który wspinał się 28 minut; prędkość wznoszenia na niższe pułapy wynosiła odpowiednio: 5 min na 1000 m, 11 min na 2000 m i 16 min na 3000 m. Prędkość maksymalna samolotu to 150 km/h.
Samolot uzbrojony był w jeden zsynchronizowany karabin maszynowy lMG 08 kal. 7,92 mm. Zbudowano 25 Fokkerów D.I

## Służba
Samolot wprowadzono do użytku w Luftstreitkräfte w 1916 roku. Początkowo wchodził w skład mieszanych oddziałów lotniczych (Fl. Abt.); część trafiła następnie do nowo utworzonych jednostek myśliwskich (Jagdstaffeln), m.in. do Jasta 2. Samolot miał przeciętne osiągi, a przede wszystkim – zbyt niską moc silnika. Ustępując prędkością wznoszenia i manewrowością myśliwcom alianckim na froncie zachodnim, został szybko przesunięty na front wschodni i do szkół lotniczych. Część sprzedano lotnictwu Austro-Węgier. Wersja rozwojowa D.IV była niewiele lepsza, więc zaniechano jej produkcji, przeznaczając silniki D.III dla dużo lepszych Albatros D.I. Albatrosy ustępowały Fokkerom manewrowością, ale górowały prędkością, prędkością wznoszenia i, mając dwa km-y, siłą ognia.